# واینو سیکانیمی
واینو سیکانیمی (فنلاندی: Väinö Siikaniemi؛ ۲۷ مارس ۱۸۸۷ – ۲۴ اوت ۱۹۳۲) پرتاب‌گر نیزه اهل فنلاند بود.
وی در مسابقات کشوری و بین‌المللی در مجموع برندهٔ ۱ مدال نقره شده‌است.